# Lotaringiai Lujza francia királyné
Lotaringiai Lujza vagy Lotaringia–Vaudémont-i Lujza (franciául: Louise de Lorraine-Vaudémont; Nomeny, 1553. április 30. – Moulins, 1601. január 29.) a Lotaringiai-házból származó hercegnő, Valois Henrikkel kötött házassága révén 1575-ben néhány hónapig Lengyelország címzetes királynéja, valamint 1575–1589 között Franciaország királynéja. Lotaringiai Miklós, Mercœur hercege és Marguerite d’Egmont francia grófnő negyedik gyermeke volt. Valois Henrikkel 1575. február 15-én, Reimsben kötött házasságot. Kapcsolatuk gyermektelen maradt. Férje halála után, 1589-ben özvegyi birtokként megkapta Berry hercegségét; ő maga tizenegy éven keresztül a chenonceau-i kastélyban lakott. A kapucinusok párizsi kolostorában temették el; maradványait 1817-ben szállították át a Saint-Denis-székesegyházba.

## Fordítás
Ez a szócikk részben vagy egészben  a   Louise of Lorraine című angol Wikipédia-szócikk fordításán alapul.  Az eredeti cikk szerkesztőit annak laptörténete sorolja fel. Ez a jelzés csupán a megfogalmazás eredetét és a szerzői jogokat jelzi, nem szolgál a cikkben szereplő információk forrásmegjelöléseként.